# Укрэнерго
ЧАО «Национальная энергетическая компания „Укрэнерго“» (НЭК «Укрэнерго») — оператор системы передачи Украины, член ENTSO-E, с функциями оперативно-технологического управления Объединённой энергосистемой Украины (ОЭС), передачи электроэнергии по магистральным электросетям от генерации к распределительным сетям, а также администратору коммерческого учёта и администратору расчетов на рынке электрической энергии Украины.
ЧАО «НЭК „Укрэнерго“» было создано на основе государственного предприятия «НЭК „Укрэнерго“» как частное акционерное общество (ЧАО) из 100 % акций в собственности государства, принадлежащих к сфере управления Министерства энергетики Украины.

## Ключевые функции и задачи
Предметом деятельности НЭК «Укрэнерго» является выполнение функций оператора системы передачи, управления и эксплуатации по магистральным сетям, администратора коммерческого учёта, администратора расчетов и ряда других функций в соответствии с Уставом.
Компания занимается следующими задачами:
- централизованное диспетчерское (оперативно-технологическое) управление ОЭС Украины для обеспечения баланса производства и потребления электроэнергии и мощности в энергосистеме в * режиме реального времени с соблюдением требований операционной безопасности;
- обеспечение функционирования балансирующего рынка и рынка вспомогательных услуг для обеспечения операционной безопасности;
- передача электроэнергии по магистральным и межгосударственным сетям с соблюдением критериев качества электроэнергии;
- эксплуатация, техническое обслуживание и развитие магистральных и межгосударственных сетей;
- обеспечение возможности присоединения к магистральным сетям объектов генерации и потребления;
- обеспечение параллельной работы со смежными энергосистемами;
- обеспечение технической возможности экспорта/импорта электроэнергии в 4 страны Евросоюза и соседние страны;
- интеграция ОЭС Украины в ENTSO-E.

## Структура
Компания включает 4 территориальных управления обслуживания сети: Северное, Южное, Восточное и Западное. В их состав входят 15 региональных центров обслуживания сетей (РЦОМ). Функции диспетчерского контроля в компании выполняют 6 региональных диспетчерских центров.
В составе НЭК «Укрэнерго» также функционируют два специализированных обособленных подразделения (ОП):
- ОП «Строительство и ремонт» (Киев), созданный в 2019 году, выполняет ремонты собственными силами, разрабатывает проектно. д-сметную и технологическую документацию для строительно-монтажных работ. ОП «Винницаэлектротехнология», входящее в это подразделение, производит оборудование для ремонта и эксплуатации сетей, средств защиты и тому подобное, производит ремонты под напряжением и обучение персонала.
- ОП «Укрэнергосервис» (Киев) отвечает за материально-техническое и сервисное обеспечение деятельности Укрэнерго.

## Членство в организациях

### Международные
- Международный Совет по большим электрическим системам (CIGRE)[4]
- Европейская бизнес-ассоциация (от 04.03.2019)[5]
- Официальная подписавшая сторона Глобального договора ООН в Украине[6]

### Национальные
- Общественный союз «Ассоциация „Укргидроэнерго“»
- Киевская торгово-промышленная палата
- Федерация работодателей топливно-энергетического комплекса
- Объединение энергетических предприятий «Отраслевой резервно-инвестиционный фонд развития энергетики»
- партнер Всеукраинской Сети Добродетели и Комплаенса UNIC
- Сертифицированный участник Профессиональной ассоциации экологов Украины[7]

## Влияние российской войны против Украины
Из-за российских военных действий в Украине не осталось уцелевших теплоэлектростанций и гидроэлектростанций.